# Liste der Baudenkmäler in Lentholt
Die Liste der Baudenkmäler in Lentholt enthält die denkmalgeschützten Bauwerke auf dem Gebiet der Stadt Erkelenz im Kreis Heinsberg in Nordrhein-Westfalen (Stand: Oktober 2011). Diese Baudenkmäler sind in der Denkmalliste der Stadt Erkelenz eingetragen; Grundlage für die Aufnahme ist das Denkmalschutzgesetz Nordrhein-Westfalen (DSchG NRW).

| Bild               | Bezeichnung        | Lage                           | Beschreibung | Bauzeit                           | Eingetragen seit | Denkmal- nummer |
| ------------------ | ------------------ | ------------------------------ | --- | --------------------------------- | ---------------- | --------------- |
| Jüdischer Friedhof | Jüdischer Friedhof | Lentholt In Lentholt Karte     | Entstehung und Geschichte der jüdischen Gemeinde von Schwanenberg sind nicht zuletzt im Zusammenhang mit der Situation in Erkelenz zu sehen, dessen bereits im Mittelalter belegte jüdische Gemeinde ab dem 16. Jahrhundert zunehmend Repressalien („Judenordnungen“) ausgesetzt war. Das zur protestantischen Herrschaft Wickrath gehörige Schwanenberg bot hier eine geeignete Zuflucht. Die Anfänge der jüdischen Gemeinde in Schwanenberg sind unbekannt, werden aber für die Zeit um 1600 angenommen. Ende des 18. Jahrhunderts lebten wohl etwa 8–9 jüdische Familien in Schwanenberg und den zugehörigen Dörfern Lentholt, Genhof und Grambusch, 1812 waren es 40 Personen. So wie die Zahl der Juden in Erkelenz im 19. Jahrhundert wieder zunahm, so reduzierte sich die Zahl im ländlichen Schwanenberg, so dass die Gemeinde schon 1933 kaum noch funktionsfähig war. Eine Synagoge und ein Begräbnisplatz, deren Ursprünge ebenfalls unbekannt sind, befanden sich in Lentholt. 1868 wurde am Lindchesweg eine neue Synagoge eingeweiht, die in den Pogromen 1938 zerstört wurde. Der Friedhof in Lentholt wurde bis 1865 (Eröffnung Neußer Straße) auch von den Erkelenzer Juden mitbenutzt. Er lag ursprünglich am „Baumplatz“, musste aber 1821, weil die preußische Domänenverwaltung Anspruch auf das Grundstück erhob, an den heutigen Ort an der Buscher Bahn verlegt werden. Im Nationalsozialismus wurde der Friedhof verwüstet, anschließend abgeräumt und seither nicht mehr genutzt. Beschreibung: Die lt. E. Pracht ca. 100 m² große Parzelle liegt am Ortsrand von Lentholt. Sie ist allseitig mit einer Hecke eingefriedet und als leere Rasenfläche mit einer zentralen Baumreihe gestaltet. Zwei niedrige Tore gewähren den Zugang. Ein Gedenkstein („Jüdischer Friedhof“) erinnert an die ehemalige Bestimmung des Grundstücks. Denkmalwert: Die Parzelle überliefert den Ort und die Bestattungen des seit 1821 an dieser Stelle befindlichen Friedhofs der ehemals bedeutenden jüdischen Gemeinde von Schwanenberg. Sie ist daher bedeutend für Erkelenz. Die heutige Gedenkstätte ist angemessen gestaltet und bewahrt als eingefriedete Parzelle mit Gedenkstein den Charakter als ehemaliger jüdischer Friedhof. | 1865                              | 14. Januar 2008  | 337             |
| Wohnhaus           | Wohnhaus           | Lentholt In Lentholt 6 Karte   | Vierflügeliger Fachwerkhof, Außenmauern in Backstein, Wohnhaus zweigeschossig in fünf Achsen, Mansarddach, daneben Stallteil mit Tordurchfahrt, Nebengebäude zum Teil in Backstein erneuert. | 18./19. Jh.                       | 14. Mai 1985     | 214             |
| Wohnhaus           | Wohnhaus           | Lentholt In Lentholt 18 Karte  | Vierflügeliger Hof, Wohnhaus Fachwerk, außen Backstein, zweigeschossig in fünf Achsen, Toreinfahrt, Nebengebäude Backstein, zum Teil erneuert. | Erste Hälfte des 19. Jahrhunderts | 14. Mai 1985     | 215             |
| Wohnhaus           | Wohnhaus           | Lentholt In Lentholt 27 Karte  | Vierflügeliger Hof, Wohnhaus Fachwerk, Außenseite Backstein, 1920er Jahre aufgestockt, Nebengebäude Fachwerk und Backstein. | 1768, 19. Jahrhundert             | 14. Mai 1985     | 216             |
| Wohnhaus           | Wohnhaus           | Lentholt Lindches Weg 29 Karte | Vierflügeliger Backsteinhof, Front zweigeschossig in fünf Achsen und Toreinfahrt, eine Achse neu verputzt, Türgewände und Fensterbänke in Blaustein, Fensterstürze Holz, an der Fassade die Jahreszahl in Ankersplinten. | 1831                              | 14. Mai 1985     | 217             |
| Wohnhaus           | Wohnhaus           | Lentholt Lindches Weg 30 Karte | Vierflügeliger Fachwerkhof, Wohnhaus zweigeschossig mit Toreinfahrt, Krüppelwalmdach, seitlich Backstein, Nebengebäude erneuert. | um 1800                           | 14. Mai 1985     | 218             |
| Fachwerkhof        | Fachwerkhof        | Lentholt Lindches Weg 34 Karte | Fachwerk-Hof, 2-geschossig in 4 Achsen und Toreinfahrt, altes Türblatt; Nebengebäude erneuert. | 1874                              | 20. Oktober 1982 | 49              |